# گوی لیمن آلفا

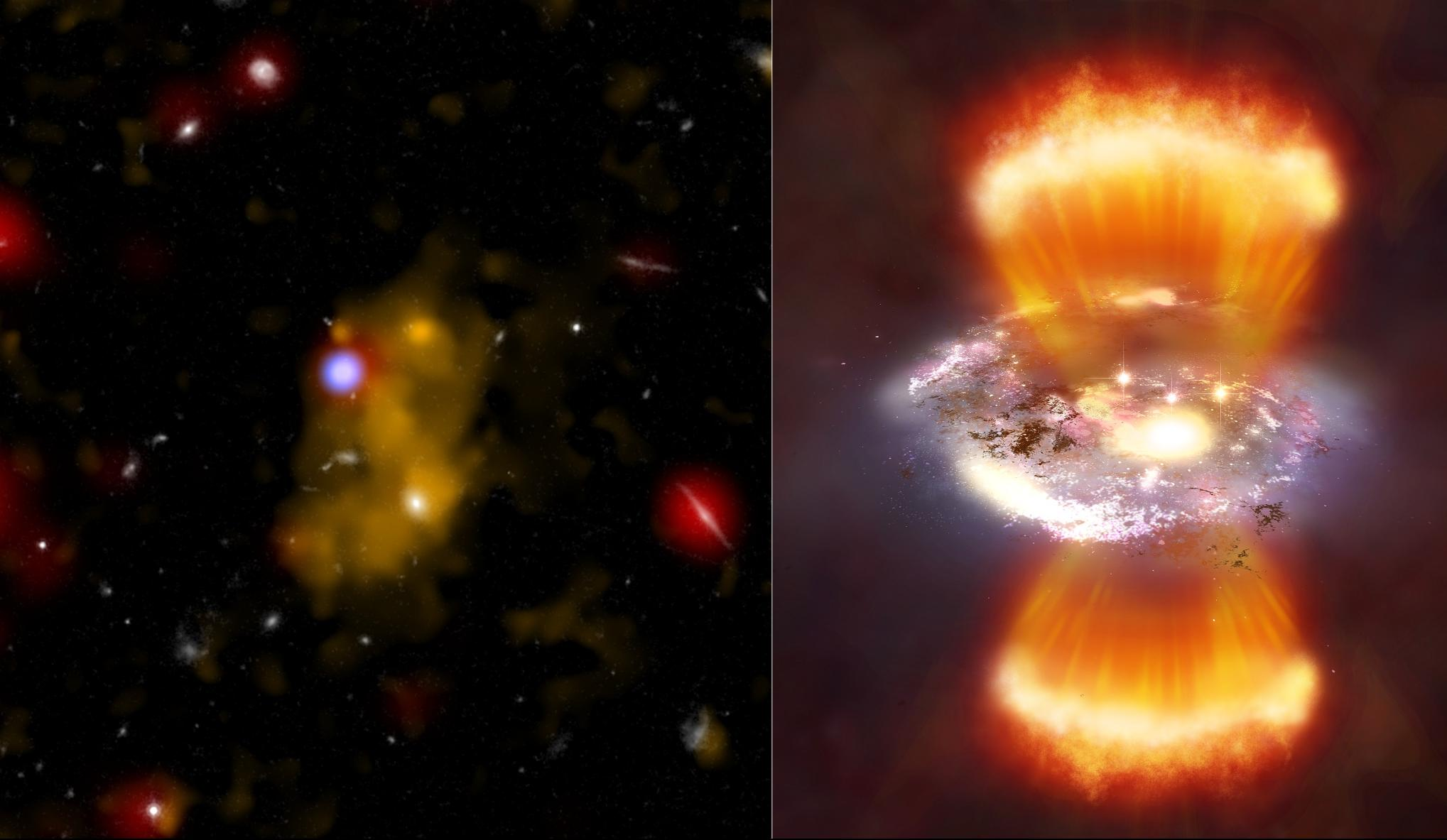
سمت (چپ) گوی لیمن آلفا ۱. (سمت راست) یک انگاشت هنری از آنگونه که گوی لیمن آلفا؛ اگر از فاصله‌ای به‌نسبت نزدیک‌تر دیده می‌شد.

در اخترشناسی گوی لیمن آلفا یا حباب لیمن آلفا (انگلیسی: Lyman-alpha blob) یا (LAB) تودهٔ عظیمی از گاز با غلظت بالا است که خط طیف نوری لیمن آلفا را منتشر می‌کند. LABها از بزرگ‌ترین اجرام منفرد شناخته شده در کیهان هستند. برخی از این ساختارهای گازی بیش از ۴۰۰٬۰۰۰ سال نوری وسعت دارند. تا کنون آنها تنها در جهان با جابجایی بالا به قرمز یافت شده‌اند، زیرا ماهیت فرابنفش خط انتشار لیمن-آلفا است. از آنجایی که اتمسفر زمین در فیلتر کردن فوتون‌های فرابنفش UV بسیار مؤثر است، فوتونهای لیمن-آلفا باید به قرمز منتقل شوند تا از طریق جو منتقل شوند.
معروف‌ترین حباب‌های لیمن آلفا در سال ۲۰۰۰ توسط استیدل (Steidel) و همکاران کشف شدند. ماتسودا و همکاران، با استفاده از تلسکوپ سوبارو در رصدخانه ملی ستاره‌شناسی ژاپن، جستجو در این باره را به آزمایش‌های آزمایشگاهی گسترش دادند و بیش از ۳۰ آزمایشگاه جدید را در میدان اصلی استیدل و همکاران یافتند،؛ هرچند که آنها همه کوچک‌تر از آزمایشگاه‌های آزمایشگاهی بودند. اصل این آزمایشگاه‌ها ساختاری را تشکیل می‌دهند که وسعت آن بیش از ۲۰۰ میلیون سال نوری گسترده‌است. در حال حاضر ناشناخته است که آیا LABها تراکم بیش از حد کهکشان‌ها را در جهان با جابجایی بالا به سرخ ردیابی می‌کنند (به عنوان مثال، کهکشان‌های رادیویی با جابجایی بالا به سرخ - که هاله‌های لایمان-آلفا گسترده‌ای نیز دارند)، یا اینکه کدام مکانیسم خط انتشار لیمن-آلفا را تولید می‌کند، یا چگونه LABها به کهکشان‌های اطراف متصل می‌شوند. حباب‌های لایمن آلفا ممکن است سرنخ‌های ارزشمندی برای تعیین چگونگی تشکیل کهکشان‌ها داشته باشند.
عظیم‌ترین حباب‌های لیمان آلفا توسط تریستان فردریش و همکاران کشف شده‌اند. (۲۰۲۱)، استیدل و همکاران. (۲۰۰۰), فرانسیس و همکاران. (۲۰۰۱)،